# 阿纳托利·罗日杰斯特文斯基
阿納托利·康斯坦丁諾維奇·羅特傑斯特文斯基（俄語：Анатолий Константинович Рождественский，IPA：[ɐnɐtˈolʲɪj kənstɐnʲtʲˈinəvʲɪt͡ɕ rɐʐdʲˈestvʲɪnskʲɪj]，1920年3月21日—1983年7月），蘇聯古生物學家，主要研究領域是廣義中亞地區的恐龍，並發表過許多恐龍物種，包含原巴克龍和鹹海龍。

## 生平
羅特傑斯特文斯基生於今俄羅斯坦波夫州中部的斯那緬卡小城。1938年進入現在的莫斯科國立大學地質系就讀後，開始對古生物學有所研究。1943年畢業後接受古生物學家波里夏克（A. A. Borisyak）的建議，進入蘇聯科學院古生物研究所研究生院（今俄羅斯科學院古生物研究所）。
從研究所畢業後，羅特傑斯特文斯基留所繼續從事研究工作，並參與過多次的科學考察隊（包含蒙古納摩蓋吐組與阿爾泰山一帶，以及中國華北與西北地區）。他後來領導的考察隊在1959至1960年間共發現超過70個恐龍和哺乳動物物種。
在長達33年的古生物學生涯中，羅特傑斯特文斯基共參與了超過30次的野外考察。蘇聯時期科學家的貢獻程度是由當時的政府評比，羅特傑斯特文斯基則獲授予勞動英勇獎章與勞動傑出獎章。
迄今已有兩個恐龍物種以羅特傑斯特文斯基之名命名，分別是蒙古的羅氏弱角龍（Bagaceratops rozhdestvenskyi）與哈薩克的羅氏勇士龍（Batyrosaurus rozhdestvenskyi）。